# كلاوس هورنونغ
كلاوس هورنونغ (بالألمانية: Klaus Hornung)‏ هو أستاذ جامعي ألماني، ولد في 26 يونيو 1927 في هايلبرون في ألمانيا، وتوفي في 13 ديسمبر 2017.